# Estádio Nove de Janeiro
Estádio Nove de Janeiro – stadion piłkarski, w Pau dos Ferros, Rio Grande do Norte, Brazylia, na którym swoje mecze rozgrywa klub Sociedade Esportiva Pauferrense.